# قرار مجلس الأمن التابع للأمم المتحدة رقم 1959
قرار مجلس الأمن التابع للأمم المتحدة رقم 1959، الذي تم تبنيه بالإجماع في 16 ديسمبر 2010، بعد التذكير بالقرارات 1719 (2006) و1791 (2007) و1858 (2008) و1902 (2009)، أنشأ المجلس مكتب الأمم المتحدة في بوروندي ليحل محل مكتب الأمم المتحدة المتكامل في بوروندي كجزء من وجود الأمم المتحدة المصغر في البلاد لفترة أولية مدتها اثني عشر شهرًا، تبدأ في 1 يناير 2011.

## القرار

### أعمال
طُلب من الأمين العام بان كي مون إنشاء مكتب الأمم المتحدة في بوروندي لدعم السلام والاستقرار والمصالحة الوطنية في بوروندي. وسيرأسه ممثل خاص للأمين العام، وسيضطلع بالمهام التالية:
(أ) دعم تطوير المؤسسات الوطنية؛
(ب) تعزيز الحوار؛
(ج) مكافحة الإفلات من العقاب؛
(د) تعزيز حقوق الإنسان؛
(هـ) ضمان تلبية السياسات الاقتصادية والمالية لاحتياجات الضعفاء والدعوة إلى تعبئة الموارد من أجل بوروندي؛
(و) دعم قضايا التكامل الإقليمي.
وشدد المجلس على المسؤولية الأساسية لحكومة بوروندي عن بناء السلام والتنمية طويلة الأجل، وشجع على بذل المزيد من الجهود لتحسين الحكم والتصدي للفساد. ومن المهم أيضا معالجة إصلاح قطاع الأمن وإعادة إدماج الجنود الأطفال السابقين. وفي غضون ذلك، تم الترحيب بالاتفاق الثلاثي بين بوروندي وجمهورية الكونغو الديمقراطية ومفوض الأمم المتحدة السامي لشؤون اللاجئين بشأن اللاجئين.